# Robert Curl
Robert Floyd Curl Jr., född 23 augusti 1933 i Alice, Texas, död 3 juli 2022 i Houston, Texas, var en amerikansk kemist. Han tilldelades, tillsammans med Sir Harold Kroto och Richard E. Smalley, Nobelpriset i kemi 1996 "för deras upptäckt av fullerener."
Curl, Kroto och Smalley upptäckte 1985 två nya former av kol, s.k. fullerener, där kolatomerna sitter i slutna skal. Antalet kolatomer i skalen kan variera och ytterligare fullerener har sedan upptäckts. De tidigare kända formerna av kol var grafit (2 former), diamant (2 former), kaoit och kol(VI).
Fullerener bildas då förgasat kol kondenseras i en atmosfär av heliumgas. De förgasade kolatomerna slår sig samman till grupper med upp till några hundra kolatomer. Gasen leds in i en vakuumkammare, där den expanderar och kyls ned till några grader över den absoluta nollpunkten. Man fann att kluster med 60 kolatomer var speciellt stabila, vilket tydde på en molekylstruktur med hög symmetri. Man föreslog därför att molekylen kunde vara en s.k. trunkerad ikosaeder, en polyeder med 20 regelbundna sexhörningar och 12 regelbundna femhörningar jämförbart med mönstret på en fotboll. Genom ytterligare forskning under slutet på 1980-talet och början på 1990-talet kunde Curl, Kroto och Smalley visa att den föreslagna strukturen var riktig.